# Рід
Рід (лат. Gens; ст.-укр. рож, рожай) — в антропології форма суспільної організації. Група осіб, кровно пов'язаних між собою, що виводять своє походження від одного предка. В англомовних країнах називається кланом (англ. clan) або лініджем (англ. lineage).

## Історія
Рід доповнювався екзоґенними подружжями, принагідною адоптацією чужих одиниць та визволенням рабів. На думку деяких дослідників, на чолі роду стояла спершу жінка — родоначальниця (матріархат), але справжнім головою роду був виборний ватажок, здебільшого хтось з найближчих родичів родоначальниці. Коли ж завдання роду почали ускладнюватися, на чолі його став чоловік (патріархат).
Рід оселявся в одному місці, мав спільну власність і спільне господарство, разом дбав про харчування своїх членів, управляючи ріллю, годуючи худобу, полюючи на звірів і ловлячи рибу; у замкненому колі роду вироблялося здебільшого все потрібне для прожитку знаряддя. Крім господарських, рід виконував ще суспільні функції, охороняючи своїх членів перед чужинцями та підтримуючи згоду поміж членами роду. Чисельне зростання членів роду і зміна господарчої системи спричинилися до того, що з роду почали відокремлюватися сім'ї, не втрачаючи, однак, з ним зв'язку. Відкриті археологами стоянки показують, що вони вистачали тільки на приміщення однієї сім'ї, зате кількість стоянок у поселенні одного роду значно збільшувалася. Екзоґенні подружжя вимагали близького співжиття кількох родів, пов'язаних з собою родинними відносинами. Сусідні роди, що їх, крім споріднення, єднала ще та сама мова (або ж діалект), релігія культ і праця, об'єднувалися у племена.

## Рід в Україні
Існування роду в Україні в доісторичний період не викликає сумнівів. Але про рід у ранньоісторичну добу України маємо дуже скупі відомості. «Повість Временних Літ», розповідаючи про розміщення українських племен, пише: «Полем же жившемъ особѣ и володѣющемъ роды своими, иже и до сее братьѣ бяху поляне, и живяху кождо съ своимъ родомъ и на своихъ мѣстѣхъ, владѣюще кождо родомъ своимъ». Археологи вважають, що прикладом патріархального поселення є городище (8 — 10 ст.ст.) Монастирище біля Ромна, де було виявлено 20 — 25 землянок для приблизно 70 — 80 осіб. У поглядах на наявність роду у стародавній Київській державі історики поділяються на дві групи: перша з них твердить, що рід, як окрема суспільно-організаційна і продукційна одиниця, ще існував у ранньоісторичну добу України; на думку інших (більшості) — він уже був тоді пережитком. Назва рід прикладалася до ширшої родини (сім'ї), до складу якої, крім батька, матері й дітей, належали найближчі родичі.
Пережитки ширшого роду, як об'єднання кількох споріднених родин з спільним майном під проводом старшого в роді, зберігалися в наявних ще у 14 — 16 ст. (на Бойківщині ще й на початку 20 ст.) дворищах, до складу яких входило 40 — 50 осіб не тільки кровних родичів, але й приймаків.
Традиції родової солідарности наявні в українській народній обрядовості, зокрема у весільній: договір старост двох родів — молодого і молодої — про їх поєднання, участь у весіллі ближчої та дальшої родини включно з сусідами чи й жителями усього села, як роду у ширшому обсязі, обов'язковий розподіл короваю поміж весільних гостей і передання його неприсутнім членам родини тощо. Значення, честь і слава роду підкреслені часто у народних, піснях і у приповідках («Хто виречеться роду, того й рід виречеться» та ін.).
Поняття роду вживалося у минулому також і в ширшому значенні. Літописне «От рода руського» (у договорах Олега й Ігоря) визначало державу київських князів. Під висловом «козацькому роду нема переводу» розуміли не лише козацький стан, а й тодішню українську націю. За новіших часів назва рід стосується здебільша вужчої родини батьків і дітей, братів і сестер. Проте вона може охоплювати ближчих і дальніх родичів.
Рід — поняття, що охоплює низку менш загальних, видових понять.

### Довідники
- Енциклопедія українознавства : Словникова частина : [в 11 т.] / Наукове товариство імені Шевченка ; гол. ред. проф., д-р Володимир Кубійович. — Париж — Нью-Йорк : Молоде життя, 1955—1995. — ISBN 5-7707-4049-3.

- Рід // Юридична енциклопедія : [у 6 т.] / ред. кол.: Ю. С. Шемшученко (відп. ред.) [та ін.]. — К. : Українська енциклопедія ім. М. П. Бажана, 2003. — Т. 5 : П — С. — С. 331. — ISBN 966-7492-05-2.
- Рід // Українська мала енциклопедія : 16 кн. : у 8 т. / проф. Є. Онацький. — Накладом Адміністратури УАПЦ в Аргентині. — Буенос-Айрес, 1964. — Т. 7, кн. XIII : Літери Риз — Се. — С. 1595-1598. — 1000 екз.